# Stictoptera steirialis
Stictoptera steirialis är en fjärilsart som beskrevs av Walker 1865. Stictoptera steirialis ingår i släktet Stictoptera och familjen nattflyn. Inga underarter finns listade i Catalogue of Life.